# 竹内弘
竹内 弘（たけうち ひろし、1905年11月24日 - 1998年11月20日）は、日本の実業家。株式会社有楽土地会長、株式会社大成建設副社長。

## 人物・経歴
1930年に慶應義塾大学経済学部卒業、大成建設入社。1957年に監査役、1961年に常務取締役、1963年に専務取締役、1967年に取締役副社長、1977年に社友。
また、1967年に有楽土地代表取締役社長、1973年に取締役会長。
その他、茨交大洗ホテル会長、デーリーストア、日立電鉄、袋田温泉ホテル、茨城オート、茨交タクシー各取締役、銀座パーキングセンター常勤監査役などを歴任した。享年92歳。墓所は多磨霊園(3-1-15)

## 親族
- 竹内権兵衛（父・貴族院議員、茨城交通創業者）
- 河盛安之介（叔父、大阪府堺市・官選名誉市長）
- 河盛好昭（甥・協和発酵工業常務取締役）